# تيد فان دي بافيرت
تيد فان دي بافيرت (بالهولندية: Ted van de Pavert) (6 يناير 1992 بدوتينخيم في هولندا - ) هو لاعب كرة قدم هولندي في مركز الدفاع. لعب مع بي إي سي زفوله ودي غرافشاب.

## روابط خارجية
- تيد فان دي بافيرت على موقع قاعدة بيانات كرة القدم.إي يو (الإنجليزية)
- تيد فان دي بافيرت على موقع Soccerway.com (الإنجليزية)
- تيد فان دي بافيرت على موقع عالم كرة القدم.نت (الإنجليزية)